# Уэббер, Седрик
Седрик Уэббер (англ. Sedric Webber, род. 5 января 1977, Нью-Йорк, Нью-Йорк) — американский бывший профессиональный баскетболист, игравший на позиции лёгкого форварда.

## Профессиональная карьера
Уэббер не был выбран на драфте НБА 1999 года. Его профессиональная карьера началась в баскетбольной лиге США за команду «Канзас Кагерз». В течение следующих семи сезонов Уэббер был своего рода джорнименом, выступая в различных лигах США, Австралии, Филиппин, Швеции и Венесуэлы. Наибольшего успеха он добился, играя в Национальная баскетбольная лига развития. С сезона 2001/2002 по сезон 2003/2004, играя за «Норт-Чарлстон Лоугейторс» и «Коламбус Ривердрагонс», Уэббер дважды попадал в символическую сборную Лиги развития НБА (2002, 2003). В каждом из этих сезонов он входил в пятёрку лучших по результативности. В сезоне 2002/2003 он занял пятое место по количеству попыток бросков с игры и шестое по общему количеству бросков с игры, пятое место по количеству попыток штрафных бросков, третье место по общему количеству перехватов и перехватов за игру, пятое место по количеству минут за игру, девятое место по очкам за игру и пятое место по общему количеству очков, третье место по количеству сыгранных минут, шестое место по общему количеству подборов в нападении, десятое место по общему количеству передач и был лучшим игроком, сыгравшим все 50 игр. По словам главного тренера Дуга Марти, в том сезоне он считался «ключевым игроком» «Лоугейторс». В сезоне 2003/2004 Уэббер был признан игроком месяца Лиги развития в марте 2004 года.
Профессиональная карьера Уэббера завершилась в 2006 году после выступления за свой последний клуб, «Сидней Кингз», в Национальной баскетбольной лиге Австралии.

## Статистика

### Статистика в NCAA
| Сезон   | Команда  | Conf     | Class | GP  | GS | MPG  | FG%  | 3P%   | FT%  | RPG | APG | SPG | BPG | PPG  |
| ------- | -------- | -------- | ----- | --- | -- | ---- | ---- | ----- | ---- | --- | --- | --- | --- | ---- |
| 1995/96 | Чарлстон | TAAC     | FR    | 29  | 11 | 16,4 | 51,0 | 100,0 | 61,2 | 3,8 | 0,8 | 1,4 | 0,3 | 6,3  |
| 1996/97 | Чарлстон | TAAC     | SO    | 32  | 1  | 15,7 | 46,0 | 16,7  | 62,7 | 4,2 | 0,6 | 0,9 | 0,3 | 6,8  |
| 1997/98 | Чарлстон | TAAC     | JR    | 29  |    | 31,7 | 51,0 | 0,0   | 69,7 | 7,9 | 1,6 | 2,3 | 1,0 | 15,1 |
| 1998/99 | Чарлстон | Southern | SR    | 31  |    | 32,9 | 47,8 | 29,7  | 65,7 | 7,2 | 2,1 | 2,2 | 0,8 | 13,8 |
| Всего   | Всего    | Всего    | Всего | 121 | 12 | 24,1 | 49,0 | 26,0  | 66,0 | 5,7 | 1,2 | 1,7 | 0,6 | 10,5 |